# Uranoscopide
Uranoscopidele (Uranoscopidae) sunt o familie de pești din ordinul perciformelor. Au corpul alungit, conic, turtit dorso-ventral în regiunea anterioară și slab comprimat lateral în regiunea posterioară. Înălțimea și lățimea lui maximă sunt în dreptul cefei. Capul lor este mare, lat și acoperit, în parte, cu plăci osoase.  Gura este verticală, cu mandibula groasă și proeminentă; dinții, potriviți de mari, se găsesc pe fălci, palatine și vomer. Ochii sunt mici și situați deasupra capului. Înotătoarea a doua dorsală și cea anală sunt mai scurte decât aceea a trahinidelor. Înotătoarele ventrale sunt apropiate între ele și au poziție jugulară. Operculul este prevăzut cu țepi. Solzii sunt foarte mici și dispuși în rânduri oblice, dirijate înapoi și în jos; pe abdomen, solzii nu sunt vizibili sau lipsesc. Acești pești sunt răspândiți mai cu seamă în apele litorale ale mărilor tropicale. 
Pe litoralul românesc al Mării Negre trăiește un singur gen cu o singură specie  :
- Uranoscopus scaber (Linnaeus, 1758) = Bou de mare